# Korean International Circuit
Der Korean International Circuit ist eine Motorsport-Rennstrecke im Landkreis Yeongam in der südkoreanischen Provinz Jeollanam-do, südlich der Großstadt Mokpo.
Am 4. September 2010 wurde die Strecke von Nabil Jeffri eingeweiht. Auf der vom deutschen Architekten Hermann Tilke geplanten Rennstrecke fand 2010 bis 2013 der Große Preis von Korea der Formel 1 statt.

## Geschichte

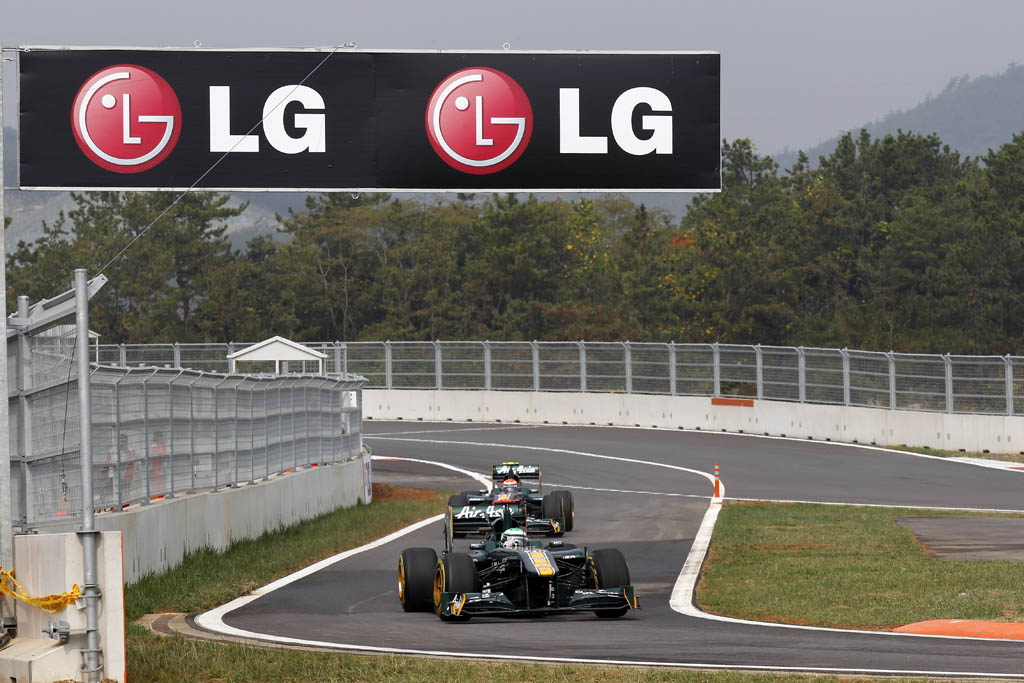
Team Lotus F1 in Turn 18 in der Einfahrt zur Boxengasse 2011

Der Circuit entstand mit dem Hauptziel die Formel 1 nach Korea zu holen. Als Veranstaltungsort wurde ein Gelände am Hafen in Yeongam, Süd-Jeolla, etwa 400 Kilometer südlich von Seoul und in der Nähe der Hafenstadt Mokpo, ausgewählt. Der ursprüngliche Vertrag mit dem koreanischen F1-Promoter Korea Auto Valley Operation (KAVO), einem Joint Venture zwischen M-Bridge Holdings und der Regionalregierung von Jeollanam-do belief sich auf 264 Millionen Dollar und sah einen F1-Besuch bis 2021 vor.
Der Baubeginn erfolgte im September 2009. Die Arbeiten sollten im Juli 2010 abgeschlossen werden, rechtzeitig zum ersten Grand Prix im Oktober. Rund um den südlichen Teil des von Herman Tilke entworfenen Kurses sollte ein Dorf mit Hotels, Restaurants und Jachthäfen entstehen, um eine Hafenatmosphäre ähnlich wie in Yas Marina, dem Straßenkurs von Valencia oder Monaco zu schaffen. Diese Pläne wurden in der Folge aufgrund finanzieller Probleme gestrichen.
Die Bauarbeiten verzögerten sich bis über den Start des ersten Formel 1 Rennens am 22. Oktober 2010 hinaus.
2019 wurde mit einer zweiten Kurzanbindung die Möglichkeit für die Nutzung des verkürzten Grand Prix Circuits geschaffen.

## Streckenbeschreibung
Die offiziell 18 Kurven umfassende, entgegen des Uhrzeigersinns zu befahrene Strecke kann mittels zweier Kurzanbindungen in 2 parallel nutzbare Teilabschnitte geteilt werden. Sowohl der seit Beginn der Strecke existierende National Circuit im Norden als auch der seit 2019 befahrbare Short Grand Prix Circuit haben eine eigene Boxengasse, wobei letzterer die ehemalige F1-Boxengasse beherbergt. Im Infield des National Circuits befindet sich eine Motocross-Strecke während nördlich des National Circuits der KIC Karttrack liegt.

## Statistik

### Alle Sieger von Formel-1-Rennen in Yeongam
| Nr. | Jahr | Fahrer           | Konstrukteur | Motor   | Reifen | Zeit          | Streckenlänge | Runden | Ø-Tempo      | Datum       | GP von |
| --- | ---- | ---------------- | ------------ | ------- | ------ | ------------- | ------------- | ------ | ------------ | ----------- | ------ |
| 1   | 2010 | Fernando Alonso  | Ferrari      | Ferrari | B      | 2:48:20,810 h | 5,615 km      | 55     | 109,997 km/h | 24. Oktober | Korea  |
| 2   | 2011 | Sebastian Vettel | Red Bull     | Renault | P      | 1:38:01,994 h | 5,615 km      | 55     | 188,893 km/h | 16. Oktober | Korea  |
| 3   | 2012 | Sebastian Vettel | Red Bull     | Renault | P      | 1:36:28,651 h | 5,615 km      | 55     | 191,939 km/h | 14. Oktober | Korea  |
| 4   | 2013 | Sebastian Vettel | Red Bull     | Renault | P      | 1:43:13,701 h | 5,615 km      | 55     | 179,387 km/h | 6. Oktober  | Korea  |

Rekordsieger
Fahrer: Sebastian Vettel (3) • Fahrernationen: Deutschland (3) • Konstrukteure: Red Bull (3) • Motorenhersteller: Renault (3) • Reifenhersteller: Pirelli (3)